# 10月24日 (旧暦)
旧暦10月24日は旧暦10月の24日目である。六曜は先負である。

## できごと
- 安政2年（グレゴリオ暦1855年12月3日） - 長崎海軍伝習所設立される

## 誕生日
- 元文5年（グレゴリオ暦1740年12月12日） - 朱楽菅江、狂歌作者・戯作者（+ 1800年）
- 安永2年（グレゴリオ暦1773年12月7日） - 徳川治紀、第7代水戸藩主（+ 1816年）

## 忌日
- 寛弘8年（ユリウス暦1011年11月21日） - 冷泉天皇、63代天皇（* 950年）
- 宝永5年（グレゴリオ暦1708年12月5日） - 関孝和、数学者・和算の祖（* 1642年）